# Grotea carara
Grotea carara là một loài tò vò trong họ Ichneumonidae.